# Roger Llari
Pas d'image ? Cliquez ici

a Compétitions nationales et continentales officielles uniquement.

b Matchs officiels uniquement.
Roger Llari, né le 15 avril 1903 à Saint-Gaudens (Haute-Garonne) et mort le 18 décembre 1973 à Saint-Étienne (Loire), est un joueur international français de rugby à XV évoluant au poste de Demi de mêlée dans les années 1920 et 1930.

## Biographie
Ses neveux ont pratiqué le rugby à XIII - Louis Llari, international français, et Georges Llari ont exercé à l'A.S. Carcassonne dans les années 1940 et 1950.

### En équipe nationale
- Tournoi des Cinq Nations disputé : 1926

## Palmarès

### En club
- Finaliste du Championnat de France en 1929 avec le F.C. Lézignan.

### En équipe nationale
- 1 sélection en équipe de France en 1926
- Sélection par année : 1 en 1926